# Loretta Napoleoni

Loretta Napoleoni (2007)

Loretta Napoleoni (* 5. Juli 1955 in Rom) ist eine italienische Journalistin und politische Analystin. Sie ist Expertin für Terrorismus und dessen Finanzierung und wurde dafür bekannt, den Umfang der weltweiten terroristischen Ökonomie errechnet zu haben.

## Leben und Karriere
Loretta Napoleoni ist in Rom geboren und aufgewachsen. Mitte der 1970er Jahre war sie ein aktives Mitglied in der Frauenrechtsbewegung. Sie kam im Zuge des Fulbright-Programms an die Paul H. Nitze School of Advanced International Studies (SAIS) der Johns-Hopkins-Universität und war eine Rotary-Studentin an London School of Economics (LSE). Sie hat einen M.Phil. in Terrorismus vom LSE und einen Master in Internationalen Beziehungen vom SAIS.
Als Ökonomin arbeitete Napoleoni für verschiedene Banken und internationale Organisationen in Europa und den Vereinigten Staaten von Amerika.
In den frühen 1980er Jahren arbeitete sie für die Ungarische Nationalbank an einem Projekt über die Konvertierbarkeit des ungarischen Forints in die europäischen Währungen; ihre Arbeit wurde eine Vorlage für die Konvertierbarkeit des Rubels ein Jahrzehnt später.
Napoleoni hält regelmäßig Vorträge zur Terrorismusfinanzierung und berät Regierungen betreffend Terrorismusbekämpfung. Als Vorsitzende der Gruppe gegen Terrorismusfinanzierung brachte sie im „Club de Madrid“ Staatschefs aus aller Welt zusammen, um neue Strategien zur Bekämpfung der Finanzierung von Terror-Netzwerken zu entwickeln.
Loretta Napoleoni lebt zusammen mit ihrem Mann und Kindern in London, England und Whitefish (Montana).
Sie ist Mitglied des wissenschaftlichen Beirats der Fundación Ideas para el Progreso, Thinktank der sozialistischen Partei Spaniens und sie ist Partnerin vom Oxfam Italia. Von 2007 bis 2010 war sie Leiterin des ersten italienischen Lehrgangs für investigativen Journalismus und stellte ihr Buch an der Cambridge University, Judge Business School (CJBS) vor.

## Publikationen
Napoleoni schrieb Romane und Reiseführer zu Städten in Italien und übersetzte und edierte Bücher über Terrorismus. Ihr Bestseller Terror Incorporated wurde in 12 Sprachen übersetzt; Dossier Baghdad ist ein Finanzthriller, der während des Golfkriegs spielt und sie hat ein Nonfiction-Buch über den Irak veröffentlicht: Insurgent Iraq: Al-Zarqawi and the New Generation. Rogue Economics wurde 2008 beim US-Verlag Seven Stories Press veröffentlicht und bei Turnaround in England. Ihr Buch 10 Years That Shook The World: A Timeline of Events from 2001, wurde am 6. September 2011 von Seven Stories Press als E-Book veröffentlicht, um an den zehnten Jahrestag der 9/11-Terroranschläge zu erinnern. Es behandelt so verschiedene Themen wie Finanzpolitik, Fortschritte in Wissenschaft und Technik, neue ökonomische Strategien, Propaganda, Umweltfragen und die revolutionären Kräfte der sozialen Medien.
Die italienische Ausgabe ihres Buches “China – Der bessere Kapitalismus – Was der Westen von China lernen kann” gewann 2010 die Auszeichnung der Vereinigung für den ökonomischen Fortschritt (Premio dell’Associazione per il Progresso Economico).
Loretta schreibt auch Artikel für Zeitungen und Zeitschriften unter anderem für El País, Le Monde, The Guardian, Il Venerdi di Repubblica, L’Espresso, L’Unità, Il Caffè und Wired Italia.
In einem ihrer Artikel, erschienen im L’Osservatore Romano: „Dalla finaza islamica proposte e idee per l’Occidente in crisi“ (Von der islamische Finanz Vorschläge und Ideen für den Okzident in Krise. Untertitel: Ein alternativer Mechanismus für Kredite basierend auf einem ethischen Kodex) empfiehlt sie dem Vatikan Scharia-verträgliche Darlehen zu erwägen. Sie denkt, dass „In der islamischen Finanzwirtschaft … keine Spekulation ist.“ (Quelle ZDFinfo)

## Werke (Auswahl)
- Terror incorporated: tracing the dollars behind the terror networks. (1st U.S. ed.), Seven Stories Press, New York 2005, ISBN 978-1-58322-673-5.
- Insurgent Iraq: Al Zarqawi and the new generation. (1. North American ed.), Seven Stories Press, New York 2005, ISBN 978-1-58322-705-3.
- Rogue economics: capitalism's new reality. (A Seven Stories Press 1st ed.), Seven Stories Press, New York 2008, ISBN 978-1-58322-824-1.
- Terrorism and the economy: how the war on terror is bankrupting the world. (1st English language ed.), Seven Stories Press, New York 2010, ISBN 978-1-58322-895-1.
- 10 years that shook the world: a timeline of events from 2001. (Seven stories press 1st ed.), Seven Stories Press, New York 2011, ISBN 978-1-60980-412-1.
- Maonomics: why chinese communists make better capitalists than we do. Übersetzt von Stephen Twilley; Vorwort von Greg Palast. UWA Publishing, Crawley, W.A. 2011, ISBN 978-1-74258-292-4.
- Die Rückkehr des Kalifats: Der Islamische Staat und die Neuordnung des Nahen Ostens. Übersetzt von Peter Stäuber. Rotpunktverlag, Zürich 2015, ISBN 978-3-85869-640-3.
- Menschenhändler. Die Schattenwirtschaft des islamistischen Terrorismus. Übersetzt von Peter Stäuber. Rotpunktverlag, Zürich 2016, ISBN 978-3-85869-704-2.